# Plantago monosperma
Plantago monosperma är en grobladsväxtart som beskrevs av Pierre André Pourret de Figeac. Plantago monosperma ingår i släktet kämpar, och familjen grobladsväxter. Inga underarter finns listade i Catalogue of Life.